# 다나카 이즈미
다나카 이즈미(田中 泉, たなか いずみ 1988년 2월 18일 ~ )는 일본의 언론인이며 NHK 소속의 여성 아나운서이다.

## 생애
다나카 이즈미는 1988년 2월 18일에 영국에서 태어나서 3년 동안 미국에 거주했다. 일본 도쿄도로 옮겨 유년 시절을 보낸 그녀는 게이오기주쿠 여자 고등학교를 졸업하고 게이오기주쿠 대학 법학부를 졸업했다.
그녀는 고등학교 시절에 치어리딩부에서 활동했다. 2005년에 게이오기주쿠 고등학교 경식 야구부가 제77회 선발 고등학교 야구 대회에 출장했을 때에는 학생 치어리더로서 한신 고시엔 구장 알프스 스탠드에서의 응원에 참가했었다, 그리고 대학시절에는 대학 체육회 골프부에 소속되어 일본 여학생 골프 선수권 예선등에서 출장경험이 있다.

## 입사
그녀는 대학 졸업 후 2010년에 NHK에 입사했다. 입사동기로는 쿠와코 마호 아나운서이다. 첫 발령지인 NHK 도야마 방송국에서 아나운서로 시작을 했다. 그 이후 2013년 2월에 NHK 오사카 방송국로 옮겼고 2015년 3월 지금의 NHK 방송 센터로 옮겨 지금도 활동하고 있다.